# Eric Liddell
Eric Henry Liddell (Tianjin, 16 de janeiro de 1902 — Weifang, 21 de fevereiro de 1945) foi um atleta e missionário presbiteriano escocês radicado com sua família na China, onde nasceu e morreu.
A vida de Eric Liddell, tal como a de Harold Abrahams, foi imortalizada no grande écran em Chariots of Fire (Momentos de Glória em Portugal, Carruagens de Fogo no Brasil), Óscar para o melhor filme de 1981.

## Família e educação
Oriundo de uma família de missionários escoceses da London Mission Society, Liddell era o segundo filho do reverendo James Dunlop Liddell e esposa que, além de Eric, tiveram mais três filhos: Rob, Jenny e Ernest. Entre 1908 e 1920 estudou no Eltham College (em Blackheath, Londres), em regime de internato, enquanto os seus pais prosseguiam a missão na China. Em 1920 Eric foi admitido na Universidade de Edimburgo, onde se reuniu ao seu irmão Rob, prosseguindo os estudos com um bacharelato na área das ciências puras.

## Desporto
Representou a sua universidade e a Escócia em inúmeras provas de atletismo e jogos de râguebi. Em 1922 tomou parte em nada menos que sete jogos da seleção de râguebi da Escócia, mas a falta de disponibilidade para continuar a competir em ambos os desportos levou-o a optar pelo atletismo, com o objectivo de participar nos Jogos Olímpicos de 1924.
Selecionado para competir nos 100 e 200 metros pela seleção da Grã-Bretanha nos Jogos de Paris, Liddell chocou o mundo do desporto quando anunciou a sua desistência na prova do hectómetro, por motivos religiosos: as eliminatórias deveriam ser disputadas no dia 6 de julho, um domingo, o que Liddell de imediato recusou. Substituiu então essa prova pela dos 400 metros, onde viria a obter a medalha de ouro com o tempo de 47,6 segundos, à época recorde mundial. Arrecadou também, nesses Jogos, uma medalha de bronze nos 200 metros.

## Após os Jogos
Após a sua participação olímpica, e tendo obtido o seu bacharelato em Edimburgo, Liddell regressou ao norte da China, servindo como missionário nas cidades de Tianjin e Xiaochang, entre 1925 e 1943. Durante esta estadia na China, Eric for ordenado pastor em 1932, e conheceu e casou com Florence Mackenzie, de origem canadiana, em 1934. Deste matrimónio resultaram três filhas: Patricia, Heather e Maureen.
Nas décadas de 1930 e 1940 a China era um território extremamente perigoso, devido à invasão japonesa e aos conflitos subsequentes, relacionados com a II Guerra Mundial. Nesse contexto, Liddell providenciou para que Florence e as filhas fossem evacuadas para o Canadá em 1941, permanecendo ele próprio em território chinês, até ser internado num campo de concentração das forças japonesas, juntamente com outros cidadãos britânicos e norte-americanos, em 1943. Aí faleceu, ainda no decorrer da Segunda Guerra Sino-Japonesa, provavelmente devido a um tumor cerebral e a um surto de febre tifoide, em 1945.

## Póstumos
Em 5 de junho de 1945, o Comitê Memorial Eric Liddell foi criado em Glasgow, para buscar doações para um fundo para prover a educação e manutenção das três filhas de Eric Liddell; para financiar uma Bolsa Missionária Eric Liddell na Universidade de Edimburgo e um Troféu Desafio Eric Liddell para Atletismo Amador; e para erguer um memorial no norte da China para comemorar o trabalho de Eric Liddell lá. Apenas o primeiro e o terceiro objetivos foram alcançados.
O Centro Eric Liddell foi criado em Edimburgo em 1980 para homenagear as crenças de Liddell no serviço comunitário enquanto viveu e estudou em Edimburgo. Os moradores locais dedicaram-se a inspirar, capacitar e apoiar pessoas de todas as idades, culturas e habilidades, como uma expressão de valores cristãos compassivos. O centro esportivo do Eltham College foi nomeado "Eric Liddell Sports Centre" em sua memória.
Em 2002, quando os primeiros atletas foram introduzidos no Hall da Fama do Esporte Escocês, Eric Liddell liderou a votação do público para o herói esportivo mais popular que a Escócia já produziu. Liddell foi introduzido no Hall da Fama do Rúgbi Escocês em janeiro de 2022, no centenário de sua primeira internacionalização.
Em 2012, a Universidade de Edimburgo lançou uma bolsa de estudos para esportes de alto desempenho com o nome de Liddell. Foi anunciado durante uma visita de Patricia Russell, a filha mais velha de Liddell. Em 2023, o Eric Liddell Gym, um centro de fitness da Universidade de Edimburgo, foi inaugurado e, em 2024, a Universidade concedeu a Liddell um doutorado honorário póstumo para marcar o 100º aniversário de seu sucesso nas Olimpíadas de Paris. A cerimônia de premiação ocorreu no mesmo salão onde Liddell se formou em 1924.
Em 2024, uma trilha no Bruntsfield Links foi renomeada para Eric Liddell Way em homenagem ao atleta.